# Spui

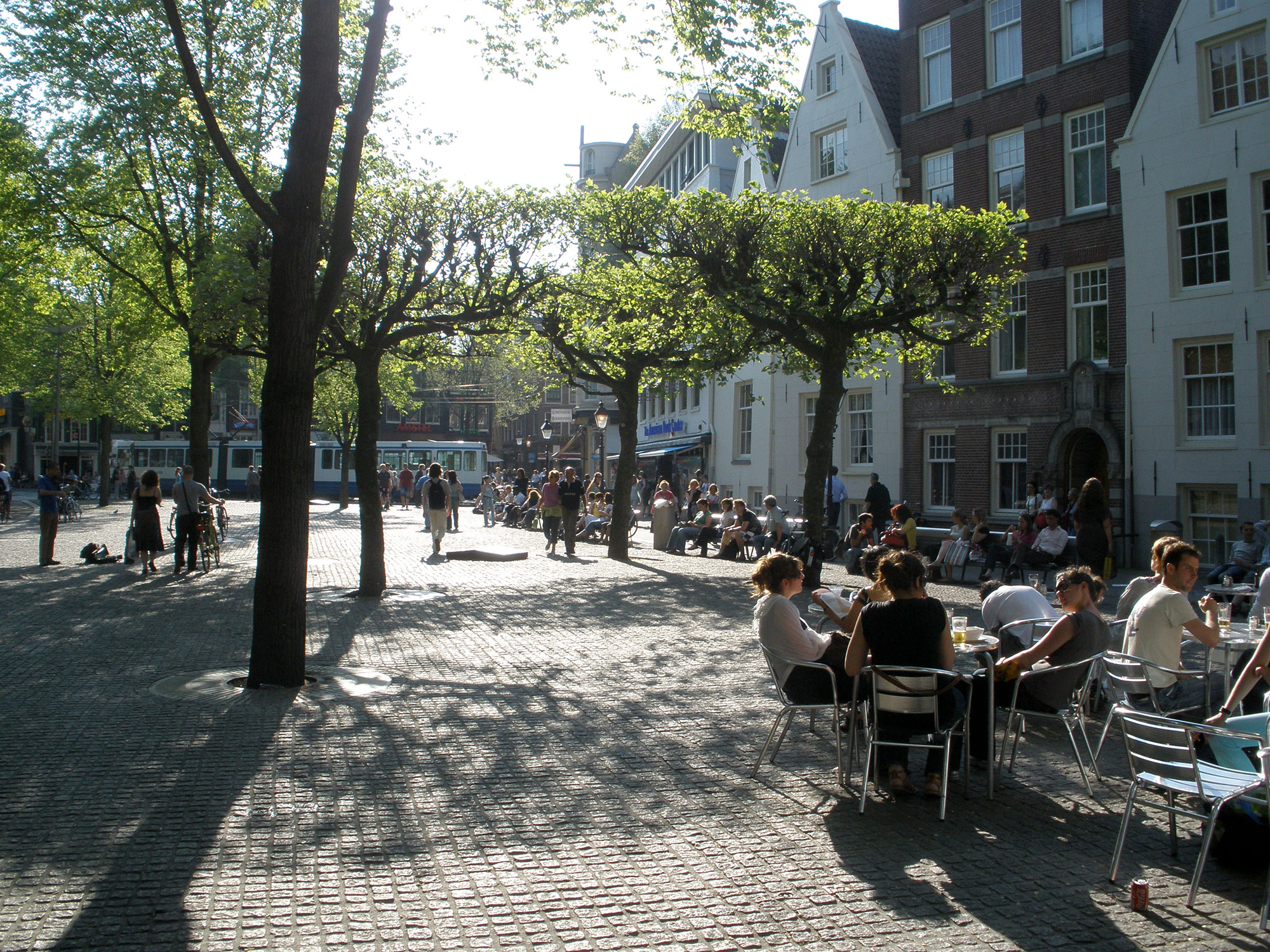
A Spui

A Spui Amszterdam központjának egyik legjelentősebb tere. Eredetileg az óváros déli határát jelentő csatorna része volt. Ezt a szerepét az 1420-as években veszítette el a grachtok létrehozásával. A csatornát 1882-ben töltötték fel, ekkor nyerte el mai képét. A Rokint köti össze a Singellel. 1996-ban felújították és gyalogos zónának jelölték ki. Hírnevét részben a számos könyvesüzletnek és antikváriumnak köszönheti, amelyek a teret körülvevő épületekben rendezkedtek be. Minden hét pénteki napján könyvvásárnak ad otthont, vasárnaponként pedig általános művészeti vásárt tartanak. A téren áll a kis kedves (Het Lieverdje) szobra, amely Amszterdam fiatalságát jelképezi, aki mindig csínytevéseken gondolkodik, de aranyszívű. A tér északi oldalán áll a beguinázs (Begijnhof) középkori udvara. További nevezetes épületei az 1780-ban épült Maagdenhuis, amely az Amszterdami Egyetem székhelye, az Art Nouveau stílusban, 1895-96-ban épült Helios ház (Gebouw Helios).